# Clubul Sportiv Municipal Târgoviște
Il Clubul Sportiv Municipal Târgoviște è una società pallavolistica femminile rumena con sede a Târgoviște: milita nel campionato di Divizia A1.

## Storia
Fondato nel 1991, il Clubul Sportiv Municipal Târgoviște reggiunge la Divizia A1 nella stagione 2013-14. Nella stagione 2014-15 raggiunge, nei play-off scudetto, la finale, buttata in tre gare dall'Alba-Blaj: questo risultato consente al club di Târgoviște di qualificarsi per la prima volta ad una competizione europea, ossia alla Coppa CEV, prendendo parte all'edizione 2015-16.
Nella stagione 2015-16 viene nuovamente sconfitta nella serie della finale scudetto, ma ottiene il primo successo della sua storia, ossia la vittoria della Coppa di Romania, seguito, nell'annata successiva, dall'affermazione nella Supercoppa rumena.
Nella stagione 2020-21 conquista per la prima volta lo scudetto, mentre in quella 2023-24 si aggiudica la Coppa di Romania.

## Rosa 2018-2019
| N° | Nome            | Ruolo | Data di nascita   | Nazionalità sportiva |
| -- | --------------- | ----- | ----------------- | -------------------- |
| 1  | Sara Klisura    | S     | 15 luglio 1992    | Serbia               |
| 3  | Gabriela Bălae  | S     | 3 aprile 1995     | Romania              |
| 4  | Rodica Buterez  | C     | 25 luglio 1999    | Romania              |
| 5  | Mihaela Ozun    | L     | 8 novembre 1992   | Romania              |
| 7  | Dubravka Đurić  | C     | 25 novembre 1991  | Serbia               |
| 8  | Andrea Laković  | C     | 20 febbraio 1989  | Montenegro           |
| 9  | Diana Neaga     | P     | 24 maggio 1986    | Romania              |
| 10 | Alexandra Trică | S     | 21 ottobre 1985   | Romania              |
| 11 | Tanja Sredić    | C     | 11 ottobre 1991   | Serbia               |
| 12 | Teodora Pušić   | L     | 12 marzo 1993     | Serbia               |
| 14 | Jelena Alajbeg  | O     | 1º ottobre 1989   | Croazia              |
| 15 | Mihaela Pamfil  | L     | 18 novembre 1996  | Romania              |
| 16 | Lorena Ciocian  | P     | 16 settembre 1993 | Romania              |
| 17 | Ramona Breban   | O     | 17 agosto 1989    | Romania              |

## Palmarès
- Campionato rumeno: 1

2020-21
- Coppa di Romania: 2

2015-16, 2023-24
- Supercoppa rumena: 1

2016